# Lialingombi
Lialingombi est un village de la région du Centre du Cameroun, situé dans la commune de Nguibassal. 

## Population et développement
En 1962, la population de Lialingombi était de 305 habitants. La population de Lialingombi était de 554 habitants dont 282 hommes et 272 femmes, lors du recensement de 2005.     